# Noor Jehan
Noor Jehan (auch Nurjehan; Panjabi ਨੂਰ੍ ਜਹਾਂ; Urdu نور جہاں; Hindi नूर जहाँ Nūr Jahā̃; * 21. September 1926 in Kasur, Punjab, Britisch-Indien; † 23. Dezember 2000 in Karatschi, Pakistan) war eine indisch-pakistanische Sängerin, Schauspielerin und Regisseurin, die von den 1930er bis zu den 1990er Jahren aktiv war. Sie gilt heute als eine der erfolgreichsten Sängerinnen des indischen Subkontinents, und sie galt als Vorbild von Lata Mangeshkar und Asha Bhosle.

## Leben
Geboren wurde Noor Jehan als Allah Rakha Wasai (الله رخی واسی) in Kasur im heutigen pakistanischen Teil Punjabs. Sie studierte Musik unter Ghulam Mohammed Khan. Nach mehreren Auftritten auf lokalen Theaterbühnen in Calcutta, gab sie dort 1935 ihr Filmdebüt im Panjabi-Film. Sie spielte unter dem Namen „Baby Noor Jehan“ in Krishna Dev Mehras Sheila (1935) und Heer Syal (1938), zwei von Madan Theatres geförderten Produktionen. In Lahore trat sie dann prominent in Dalsukh Pancholis Musical-Produktion Gul-e-Bakavali (1939) auf. Mit der Pancholi-Produktion Yamla Jat unter der Regie von Moti Gidwani gelang ihr 1940 der Durchbruch als Schauspielerin. Sie sang in dem Film auch einige Lieder des Filmkompositionen Ghulam Haider, die heute noch sehr beliebt sind. 
Sie ging 1942 nach Bombay, dem Zentrum der nordindischen Filmindustrie, und heiratete den Regisseur Shaukat Hussain Rizvi. Sie trat in dessen Filmen Khandaan (1942), Naukar (1943), Dost (1944), Zeenat (1945) und Jugnu (1947) auf. Zu ihren erfolgreichsten Filmen der 1940er Jahre gehören neben Jugnu, das sie an der Seite von Dilip Kumar zeigt, die Dreiecksgeschichten Duhai (1943) von Vishnukumar Maganlal Vyas mit Shanta Apte und Mehboob Khans Anmol Ghadi (1946) mit Suraiya, die ebenfalls ihre Lieder selbst sangen.
Im Zuge der Teilung Indiens emigrierte sie 1947 mit ihrem Ehemann nach Pakistan; zurück nach Lahore, wo sie ihre Karriere fortsetzte. Ab da spielte und sang sie abwechselnd im pakistanischen und indischen Film. 1951 drehte sie den Panjabi-Film Chanway, bei dem sie Regie führte, die Hauptrolle hatte, Musik produzierte, und alle Lieder sang. Der Film gehört zu den erfolgreichsten Filmen Pakistans der 1950er. Im Jahre 1958 spielte sie die Titelrolle in Anwar Kemal Pashas filmischer Adaption des Stückes Anarkali von Imtiaz Ali Taj.
Nach einigen Flops in den späten 1950ern zog sie sich aus der Schauspielerei zurück, blieb aber beim Playbacksingen in pakistanischen sowie indischen Filmen. Sie sang oft Sololieder, aber auch einige Duette, von mäßigem Erfolg. In den 1980ern gab es im pakistanischen Panjabi-Kino so gut wie keinen Film ohne ihre Lieder. Sie nahm in den 1980er/1990er Jahren in Pakistan zwei Teile der Musical-Serie Taranum auf. Ab den späten 1990er Jahren fiel ihr Stern, und sie zog sich aus dem Filmgeschäft zurück. 2000 verstarb sie an einen Herzinfarkt.

## Filmografie (Auswahl)
- 1935: Gaibi Gola
- 1935: Misar Ka Sitara
- 1935: Azadi
- 1935: Sheila
- 1936: Nariraj
- 1937: Mr. 420
- 1937: Taranhar
- 1937: Fakhr-e-Islam
- 1937: Kiski Pyari
- 1938: Heer Syal
- 1939: Gul-e-Bakavali
- 1939: Sassi Punnu
- 1940: Yamla Jat
- 1941: Choudhury
- 1942: Khandaan
- 1943: Naukar
- 1943: Duhai
- 1943: Nadaan
- 1944: Dost
- 1944: Lal Haveli
- 1945: Badi Maa
- 1945: Bhaijan
- 1945: Village Girl
- 1945: Zeenat
- 1946: Anmol Ghadi
- 1946: Dil
- 1946: Humjoli
- 1947: Jugnu
- 1947: Mirza Sahiban
- 1951: Chanway
- 1952: Dupatta
- 1953: Gulenar
- 1955: Patey Khan
- 1956: Lakht-e-Jigar
- 1956: Intezaar
- 1957: Nooran
- 1958: Chhoo Mantar
- 1958: Anarkali
- 1959: Pardesan
- 1959: Neend
- 1959: Koel
- 1961: Ghalib
- 1963: Baji